# Resolució 1539 del Consell de Seguretat de les Nacions Unides
La Resolució 1539 del Consell de Seguretat de les Nacions Unides fou adoptada per unanimitat el 22 d'abril de 2004. Després de recordar les resolucions 1261 (1999), 1308 (2000), 1314 (2000), 1325 (2000), 1379 (2001) i 1460 (2003), el Consell va condemnar l'ús de nens soldats i va demanar al Secretari General que dissenyés un mecanisme de seguiment.
La resolució va marcar la primera vegada que el Consell havia ampliat el marc de protecció mitjançant la identificació d'altres categories de violacions contra els infants.

## Resolució

### Observacions
El Consell de Seguretat continuava preocupat per la manca de progrés cap a la protecció dels nens afectats per conflictes armats, tot i que va assenyalar alguns avenços en matèria de defensa i normes i estàndards. Demanava als estats que posessin fi a la impunitat i que perseguissin els responsables de genocidi, crims contra la humanitat, crims de guerra i altres. El Consell va reiterar el seu compromís d'abordar l'impacte dels conflictes sobre els nens i va subratllar la importància de l'accés sense impediments als nens afectats pels conflictes armats. A més, va assenyalar que l'allistament de menors de 15 anys en les forces armades nacionals era classificat com a crim de guerra en virtut de l'Estatut de Roma de la Cort Penal Internacional i que la Convenció sobre els drets de l'infant requereix una edat mínima de 18 anys per al reclutament obligatori en hostilitats.
El preàmbul de la resolució també va insistir en la determinació del Consell de garantir el respecte a les normes internacionals per a la protecció dels infants.

### Actes
La resolució va començar amb la condemna de l'ús i el reclutament de nens soldats, l'assassinat i mutilació de nens, violació, violència sexual, segrest, desplaçament forçós, denegació d'accés humanitari, atacs contra escoles i hospitals, tràfic de nens, treballs forçats i esclavitud. El secretari general Kofi Annan va ser convidat a elaborar un mecanisme de seguiment complet en els propers tres mesos sobre la contractació i l'ús de nens soldats i els abusos comesos contra els infants. Al mateix temps, el Consell va expressar la seva intenció de considerar noves mesures per posar fi al nexe entre el comerç il·legal de recursos, el tràfic d'armes, el segrest transfronterer, el reclutament i el conflicte armat. Es va instar a totes les parts interessades a respectar les obligacions internacionals que els apliquen.
El Consell era preocupat per la contínua contractació de nens soldats per part de determinades parts i va demanar a les parts que ho tinguessin previst en tres mesos acabar amb l'ús i el reclutament de nens soldats, demanant al Secretari General que revisés periòdicament el seu compliment i expressés la intenció imposar noves mesures contra parts o països que no havien cooperat, com ara l'embargament d'armes. Mentrestant, es va decidir mantenir disposicions relacionades específicament amb la protecció dels nens en els mandats de les operacions de manteniment de la pau, inclòs el desplegament d'assessors de protecció infantil. Aquestes disposicions per als nens també s'inclourien en programes de desarmament, desmobilització i reintegració, i el Consell va destacar que l'educació tindria un paper important en la prevenció del reclutament dels nens en conflictes armats.
A més, la resolució va demanar a les Nacions Unides que implementessin serveis d'educació, proves i assessorament contra el VIH/SIDA. Va acollir amb beneplàcit els acords de les organitzacions regionals i subregionals com la Unió Europea i la Comunitat Econòmica dels Estats de l'Àfrica Occidental (ECOWAS) per a la protecció dels infants, fomentant la integració d'aquestes polítiques a través de la promoció, les polítiques i els programes, desenvolupar mecanismes de seguiment, establir mecanismes de protecció infantil i incloure personal de protecció infantil. El Consell va encoratjar l'enfortiment de les institucions regionals i locals.
Finalment, es va instar al Secretari General a que s'assegurés la protecció de la infància en els seus futurs informes al Consell, i es va demanar que informés abans del 31 d'octubre de 2004 sobre l'aplicació de les resolucions 1379 i 1460, inclòs el progrés d'un mecanisme de control.